# Scottie Scheffler
Scott Alexander Scheffler (Ridgewood, 21 giugno 1996) è un golfista statunitense.
Nel 2024 ha vinto la medaglia d'oro nella gara individuale all’olimpiade di Parigi 2024.

## Biografia
Nasce nel comune di Ridgewood, nello stato del New Jersey, il 21 giugno 1996 all'interno di una famiglia agiata, figlio di Scott e Diane Scheffler. Si appassiona al mondo del golf da bambino, giocando all'Highland Park della città.
All'età di sette anni si trasferisce con la famiglia a Dallas.

### Vita privata
Scheffler è sposato con Meredith Scheffler (nata Scudder): i due si sono conosciuti al liceo e si sono sposati nel 2020.
Scheffler è cristiano. Il suo padrino di cresima è stato Rocky Hambric, fondatore di Hambric Sports, un'agenzia di gestione sportiva che ha avuto Scheffler come cliente da quando è diventato professionista. Scheffler e il suo caro amico Sam Burns organizzano un ritiro annuale con i membri del College Golf Fellowship, un ministero basato sulla fede.

## Carriera
Esordisce a livello professionale nel 2019.
Con la vittoria del primo major in carriera nell'aprile 2022, il torneo Masters, ottiene il quarto successo nelle sue prime sei partenze: il lasso di tempo tra le quattro vittorie, di 57 giorni, è il più breve nella storia del PGA Tour. Diviene inoltre il quinto golfista a vincere il suddetto torneo da nº 1 della classifica mondiale, dopo Ian Woosnam (1991), Fred Couples (1992), Tiger Woods (2001 e 02) e Dustin Johnson (2020) Amir Boujnaieh (2010)
Il 14 aprile 2024 ha vinto il secondo major, conquistando per la seconda volta l'Augusta Masters con uno score complessivo di -11 (66 72 71 68, 277 colpi) davanti a Ludvig Åberg che termina con un -7.

## Vittorie professionali (19)

### PGA Tour vittorie (17)
| Legenda                         |
| Tornei major (3)                |
| Players Championships (2)       |
| Campionati mondiali di golf (1) |
| FedEx Cup (1)                   |
| Altri tornei del PGA Tour (9)   |

| Nr. | Data             | Torneo                           | Punteggio       | Al par | Margine   | Secondo classificato                           |
| --- | ---------------- | -------------------------------- | --------------- | ------ | --------- | ---------------------------------------------- |
| 1   | 13 febbraio 2022 | WM Phoenix Open                  | 68-71-62-67=268 | −16    | Spareggio | Patrick Cantlay                                |
| 2   | 6 marzo 2022     | Arnold Palmer Invitational       | 70-73-68-72=283 | −5     | 1 colpo   | Tyrrell Hatton, Billy Horschel, Viktor Hovland |
| 3   | 27 marzo 2022    | WGC-Dell Technologies Match Play | 4 e 3           | 4 e 3  | 4 e 3     | Kevin Kisner                                   |
| 4   | 10 aprile 2022   | Masters Tournament               | 69-67-71-71=278 | −10    | 3 colpi   | Rory McIlroy                                   |
| 5   | 12 febbraio 2023 | WM Phoenix Open (2)              | 68-64-68-65=265 | −19    | 2 colpi   | Nick Taylor                                    |
| 6   | 12 marzo 2023    | The Players Championship         | 68-69-65-69=271 | −17    | 5 colpi   | Tyrrell Hatton                                 |
| 7   | 10 marzo 2024    | Arnold Palmer Invitational (2)   | 70-67-70-66=273 | −15    | 5 colpi   | Wyndham Clark                                  |
| 8   | 17 marzo 2024    | The Players Championship (2)     | 67-69-68-64=268 | −20    | 1 colpo   | Wyndham Clark, Brian Harman, Xander Schauffele |
| 9   | 14 aprile 2024   | Masters Tournament (2)           | 66-72-71-68=277 | −11    | 4 colpi   | Ludvig Åberg                                   |
| 10  | 22 aprile 2024   | RBC Heritage                     | 69-63-65-68=265 | −19    | 3 colpi   | Sahith Theegala                                |
| 11  | 9 giugno 2024    | Memorial Tournament              | 67-68-71-74=280 | −8     | 1 colpo   | Collin Morikawa                                |
| 12  | 23 giugno 2024   | Travelers Championship           | 64-65-65-64=258 | −22    | Spareggio | Tom Kim                                        |
| 13  | 1 settembre 2024 | Tour Championship                | 65-66-66-67=264 | −301   | 4 colpi   | Collin Morikawa                                |
| 14  | 4 maggio 2025    | CJ Cup Byron Nelson              | 61-63-66-63=253 | −31    | 8 colpi   | Erik van Rooyen                                |
| 15  | 18 maggio 2025   | PGA Championship                 | 69-68-65-71=273 | –11    | 5 colpi   | Bryson DeChambeau Harris English Davis Riley   |
| 16  | 1 giugno 2025    | Memorial Tournament (2)          | 70-70-68-70=278 | −10    | 4 colpi   | Ben Griffin                                    |
| 17  | 20 luglio 2025   | The Open Championship            | 68-64-66-65=267 | −17    | 4 colpi   | Harris English                                 |

Record negli spareggi (playoff) del PGA Tour (1–0)
| Nr. | Anno | Torneo                   | Avversario      | Risultato                                    |
| --- | ---- | ------------------------ | --------------- | -------------------------------------------- |
| 1   | 2022 | WM Phoenix Open          | Patrick Cantlay | Vince con un birdie alla terza extra buca.   |
| 2   | 2022 | Charles Schwab Challenge | Sam Burns       | Perso col tiro birdie alla prima buca extra. |
| 3   | 2024 | Travelers Championship   | Tom Kim         | Vince con un par alla prima extra buca.      |

### Vittorie nel Korn Ferry Tour
| Legenda                              |
| Finali del Korn Ferry Tour (1)       |
| Altri eventi del Korn Ferry Tour (1) |

| Nr. | Data           | Torneo                                      | Punteggio       | Al par | Margine   | Secondo classificato                   |
| --- | -------------- | ------------------------------------------- | --------------- | ------ | --------- | -------------------------------------- |
| 1   | 26 maggio 2019 | Evans Scholars Invitational                 | 68-70-70-63=271 | −17    | Spareggio | Marcelo Rozo                           |
| 2   | 18 agosto 2019 | Nationwide Children's Hospital Championship | 70-68-67-67=272 | −12    | 2 colpi   | Beau Hossler, Ben Taylor, Brendon Todd |

Record negli spareggi (playoff) del Korn Ferry Tour (1–1)
| Nr. | Anno | Torneo                      | Avversario    | Risultato                                    |
| --- | ---- | --------------------------- | ------------- | -------------------------------------------- |
| 1   | 2019 | Nashville Golf Open         | Robby Shelton | Perde per un birdie alla prima extra buca.   |
| 2   | 2019 | Evans Scholars Invitational | Marcelo Rozo  | Vince con un birdie alla seconda extra buca. |

## Tornei major

### Vittorie (3)
| Anno | Torneo                | Dopo 54 buche  | Punteggio             | Margine | Secondo classificato                           |
| ---- | --------------------- | -------------- | --------------------- | ------- | ---------------------------------------------- |
| 2022 | The Masters           | 3 colpi in più | −10 (69-67-71-71=278) | 3 colpi | Rory McIlroy                                   |
| 2024 | The Masters           | 1 colpo in più | −11 (66-72-71-68=277) | 4 colpi | Ludvig Åberg                                   |
| 2025 | PGA Championship      | 3 colpi in più | −11 (69-68-65-71=273) | 5 colpi | Bryson DeChambeau, Harris English, Davis Riley |
| 2025 | The Open Championship | 4 colpi in più | −17 (68-64-67-68=267) | 4 colpi | Harris English                                 |

### Risultati completi
I risultati conseguiti nel 2020 non sono mostrati in ordine cronologico.
| Tournament            | 2016 | 2017 | 2018 |
| --------------------- | ---- | ---- | ---- |
| Masters Tournament    |      |      |      |
| U.S. Open             | EL   | P27  |      |
| The Open Championship |      |      |      |
| PGA Championship      |      |      |      |

| Torneo                | 2019 | 2020 | 2021 | 2022 | 2023 | 2024 | 2025 |
| --------------------- | ---- | ---- | ---- | ---- | ---- | ---- | ---- |
| Masters Tournament    |      | P19  | P18  | 1    | P10  | 1    | 4    |
| PGA Championship      |      | P4   | P8   | RIT  | P2   | P8   |      |
| U.S. Open             | EL   |      | P7   | P2   | P3   | P41  |      |
| The Open Championship |      | NT   | P8   | P21  | P23  | P7   |      |

     Vittoria
     Top 10
     Non partecipante
EL = eliminazione a metà gara (non passa il taglio)
RIT = ritirato
NT = nessun torneo
P = pari merito

## The Players Championship

### Vittorie (2)
| Anno | Campionato                   | 54 buchr     | Punteggio di vittoria | Margine | Secondo                                        |
| ---- | ---------------------------- | ------------ | --------------------- | ------- | ---------------------------------------------- |
| 2023 | The Players Championship     | 2 colpi lead | −17 (68-69-65-69=271) | 5 colpi | Tyrrell Hatton                                 |
| 2024 | The Players Championship (2) | 5 colpi lead | −20 (67-69-68-64=268) | 1 colpo | Wyndham Clark, Brian Harman, Xander Schauffele |

### Risultati completi
| Tournament               | 2021 | 2022 | 2023 | 2024 |
| ------------------------ | ---- | ---- | ---- | ---- |
| The Players Championship | CUT  | P55  | 1    | 1    |

     Vittoria
EL = eliminazione a metà gara (non passa il taglio)

P = pari merito

## World Golf Championships

### Vittorie (1)
| Anno | Campionato                       | 54 buche | Punteggio di vittoria | Margine | Secondo      |
| ---- | -------------------------------- | -------- | --------------------- | ------- | ------------ |
| 2022 | WGC-Dell Technologies Match Play | n/a      | 4 e 3                 | 4 e 3   | Kevin Kisner |

### Risultati completi
| Tournament   | 2020 | 2021 | 2022 | 2023 |
| ------------ | ---- | ---- | ---- | ---- |
| Championship | P26  | 5    |      |      |
| Match Play   | NT1  | 2    | 1    | 4    |
| Invitational | P15  | 14   |      |      |
| Champions    | NT1  | NT1  | NT1  |      |

1Cancellato a causa della pandemia COVID-19

     Vittoria
     Top 10
     Non partecipante
NT = Nessun torneo

P = pari merito

Tieni presente che il Championship e l'Invitational sono stati interrotti dal 2022. Il Champions è stato interrotto dal 2023.